# 斉藤里恵
斉藤 里恵（斉藤 りえ、齊藤 里恵、さいとう りえ、1984年〈昭和59年〉2月3日 - ）は、日本の政治家、作家、元ホステス。東京都議会議員（1期）、東京都北区議会議員（1期）を務めた。自身の半生を描いた著書『筆談ホステス』が2009年にベストセラーとなった。

## 来歴
青森県青森市油川出身。髄膜炎の後遺症で、1歳10カ月で聴力を完全に失う。その後は「青森一の不良娘」と呼ばれるほどの問題児となるが、万引きした洋品店で誘われて働いたことをきっかけに、接客業の楽しさを知り、19歳で水商売に進む。2007年に単身上京し、東京都銀座の高級クラブでホステスとして働き、筆談を駆使した独自の接客で大人気になり、ナンバーワンの地位に上り詰めた。銀座で最初の店は八丁目の「Le Jardin」で、当時の写真を同店のホームページで見ることができる。愛用するメモパットはRHODIAブロック（5mm方眼）。
2009年5月、『筆談ホステス』を上梓。同年11月18日には、青森市の観光大使になった。期限は2010年11月17日まで。夢は「障害を持っている人が働きやすい店を作ること」。ハワイアンエステに興味を持ち、美容院を併設したエステサロンなどを検討している。
2010年1月10日、毎日放送制作・TBS系で初単行本『筆談ホステス』がドラマ化された。主演は北川景子。
同年1月28日、妊娠していることを明らかにした。お腹の子の父親となる男性とは別れ、未婚の母として育てる決意を表明する。「中居正広の金曜日のスマたちへ」にて6月に出産予定と述べた。6月24日第1子となる女児をハワイで出産。妊娠・出産を通じて得た体験を記した著書3作目、『母になる』を出版する。キャッチコピーは「シングルマザー、やめます。」子どものためにも、強いシングルマザーになることに頑なにこだわるより周囲の助けを積極的に受け入れて行きたい、と思うようになったため。
2015年4月26日施行の東京都北区議会議員選挙に日本を元気にする会公認候補として立候補。過去最多の6630票を獲得しトップ当選した。5月1日、区議に就任。
2019年4月の北区議会議員選挙には立候補を見送り、同月30日の任期満了に伴い退任した。
同年5月7日、同年夏の第25回参議院議員通常選挙に旧立憲民主党公認で比例区から出馬する意向を表明した。投開票の結果落選。
2020年5月19日、東京都議会議員補欠選挙の北区選挙区候補者に内定。選挙では日本共産党からも支援を受けたが、7月5日の投開票の結果、自由民主党の新人に敗れ次点で落選。
2021年1月27日、立憲民主党は同年の都議選において大田区から斉藤を擁立すると発表した。従来地盤としていた北区からの選挙区変更について、同党幹事長の福山哲郎は、「本人は北区に対する愛着がありました。ですが、本人と都連の意思もあり、大田区で挑戦したいとなりました」と説明した。
同年7月4日開票の結果、27,001票で初当選。
2025年2月10日、立憲民主党会派を離脱し、無所属（一人会派）「東京を元気にする会」を結成した。
2025年6月6日、自由民主党は同年夏の第27回参議院議員通常選挙に斉藤を比例区で擁立すると発表した。立候補に伴い、都議は公示日の7月3日に自動失職となった。7月20日の投開票の結果24,780票を獲得したが、自由民主党が12議席を確保したのに対し31人中29位で落選。

## 政治家として

### 政策
- 選択的夫婦別姓導入に「賛成」としている[18]。

### その他
- 生まれつき聴覚障害を持つため、流暢な発声が難しく、議会では音声読み上げソフトを活用した[19]。

## 書籍
- 『筆談ホステス』（光文社、2009年5月22日） ISBN 978-4334975654
- 『筆談ホステス 67の愛言葉 青森一の不良娘が銀座の夜にはぐくんだ魔法の話術』（光文社、2009年9月18日） ISBN 978-4334975883
- 『筆談ホステス 母になる ハワイより61の愛言葉とともに』（光文社、2010年7月24日） ISBN 978-4334976248

## 出演
- 2009年8月7日放送分の「中居正広の金曜日のスマたちへ」で斉藤里恵を取り上げた。